# منوچهر آگاه
منوچهر آگاه (زادهٔ ۱۳۰۹ در رفسنجان – درگذشتهٔ ۱۳ شهریور ۱۳۹۱ در تهران) اقتصاددان ایرانی، بنیان‌گذار ادارهٔ بررسی‌های اقتصادی بانک ملی (سپس بانک مرکزی) ایران و یکی از آخرین رئیسان سازمان برنامه پیش از انقلاب بود.

## زندگی‌نامه
منوچهر آگاه در سال ۱۳۰۹ در رفسنجان متولد شد. والدش مرحوم غلامرضا آگاه متولد ۱۲۸۰ دریزد بود، او را پدر صنعت نوین پسته ایران می‌دانند. مرحوم غلامرضا محل مشورت داور در توسعه صادرات بود. احداث باغات وسیع پسته رفسنجان را با جذب سرمایه یزدی‌ها، باب کرد و از برجسته‌ترین تجار ایرانی در عرصه بین‌المللی و بنیان‌گذار شرکت صادرات پسته ایران بود غلامرضا آگاه در صادرات پسته ایران به آمریکا نقش برجسته‌ای داشت.
منوچهر تحصیلات ابتدایی را در کرمان و تحصیلات متوسطه را در دبیرستان البرز به اتمام رساند و در امتحانات دیپلم علمی شاگرد اول ایران شد. آنگاه برای ادامه تحصیل عازم انگلستان گردید و با تحصیل در دانشکدهٔ اقتصاد و علوم سیاسی دانشگاه کمبریج موفق به اخذ درجه‌های لیسانس و فوق لیسانس از آن دانشگاه گردید. وی سپس برای ادامهٔ مطالعاتش به دانشگاه آکسفورد رفته، دورهٔ دکتری اقتصاد خود را در سال ۱۳۳۷ در آن دانشگاه به اتمام رسانید. او در پایان نامهٔ دکتری‌اش به بررسی و تحلیل تجربه نوسازی اقتصاد ایران در نیمه نخست قرن بیستم پرداخت.
این اقتصاددان ایرانی در سال ۱۳۳۸ به ایران بازگشت و ریاست ادارهٔ بررسی‌های اقتصادی بانک ملی و سپس ادارهٔ بررسیهای بانک مرکزی را بر عهده گرفت و با دانش خود یک نهاد مهم تولید آمار کلان اقتصادی را پایه‌گذاری کرد.
دکتر منوچهر آگاه همچنین پس از دکتر حسین پیرنیا دومین رئیس دانشکده اقتصاد دانشگاه تهران بود و در دورهٔ مدیریتش تلاش نمود که دانش اقتصاد مدرن و روش‌های کمی را جایگزین روش‌های توصیفی متأثر از اقتصاددانان فرانسوی کند.
او در سال ۱۳۵۶ در کابینهٔ جمشید آموزگار وزیر مشاور در امور اجرائی گردید. پس از چندی با حفظ سمت وزارت به ریاست سازمان برنامه و بودجه منصوب شد. دوران مدیریت سازمان برنامه وی طولانی نشد و سرانجام جای خود را به دکتر مرتضی صالحی داد و خود در سمت وزارت مشاور تا سقوط کابینه جمشید آموزگار اشتغال داشت.
وی که پس از پیروزی انقلاب هرگز در کانون توجه مسوولان حتی برای مشورت قرار نگرفت، در سن ۸۲ سالگی در تهران درگذشت.